# Rinorea sessilis
Rinorea sessilis är en violväxtart som först beskrevs av João de Loureiro, och fick sitt nu gällande namn av Carl Ernst Otto Kuntze. Rinorea sessilis ingår i släktet Rinorea och familjen violväxter. Inga underarter finns listade i Catalogue of Life.